# Estimación numérica
La estimación numérica comprende una serie de técnicas de análisis numérico para aproximar el valor numérico de una expresión matemática.

## Comparación asintótica de funciones
La comparación asintótica de funciones aparece en la teoría de complejidad computacional y en informática concretamente en diseño de algoritmos más eficientes. Sirve para agrupar diferentes funciones en clases de crecimiento asintótico a medida que crece el valor de una cierta variable y formalizar expresiones del tipo "f crece mucho más rápido que g" (siendo f y g funciones). En muchos problemas el comportamiento de una función sobre los números enteros f(n) el comportamiento para pequeños valores de n es intrascendente pero resulta importante conocer su comportamiento para valores grandes y poder comparar con otras funciones del mismo tipo. Sean f y g dos funciones definidas reales y con valores reales, en esas condiciones se define:

{\displaystyle f\preceq g\Leftrightarrow \left\{\exists x_{0}\forall x>x_{0}:[f(x)\leq g(x)]\right\}}

La relación anterior puede verse como una desigualdad "suave" entre las funciones consideradas. De hecho es la relación {\displaystyle \preceq } es una relación menos restrictiva que el orden estricto {\displaystyle \leq }, y por eso, resulta más sencillo obtener estimaciones de crecimiento asintótico mediante la desigualdad "suave" que la desigualdad estricta.

## Notación O
La notación O es una notación algo menos restritictiva y se puede expresar en términos de la relación {\displaystyle \preceq }. Más concretamente:

{\displaystyle f(x)=O(g(x))[o\ f\in O(g)]\Leftrightarrow \ \exists C:f\preceq C\cdot g}

- Datos: Q520241